# Лопандино (Комаричский район)
Лопа́ндино — посёлок (до 2005 года — посёлок городского типа) в Комаричском районе Брянской области России.

## География
Расположено в 6 км к северу от железнодорожной станции Комаричи (на линии Брянск — Льгов).

## История
Впервые упоминается в 1 половине XVII в. как деревня Лупандина, в составе Радогощского стана Комарицкой волости. В XVIII—XIX вв. — владение Голицыных (также упоминается как хутор), входила в приход села Лобаново. Своего приходского храма не имело.
С 1948 по 2005 год населённый пункт имел статус посёлка городского типа.

## Население
| 1959 | 1970  | 1979  | 1989  | 2002  | 2010  | 2013  |
| ---- | ----- | ----- | ----- | ----- | ----- | ----- |
| 2373 | ↗2633 | ↘2240 | ↘2146 | ↘1977 | ↘1698 | ↘1561 |

## Экономика
В Лопандино расположен единственный в Брянской области сахарный завод (построен графиней Воейковой в 1896 году).

## Примечания

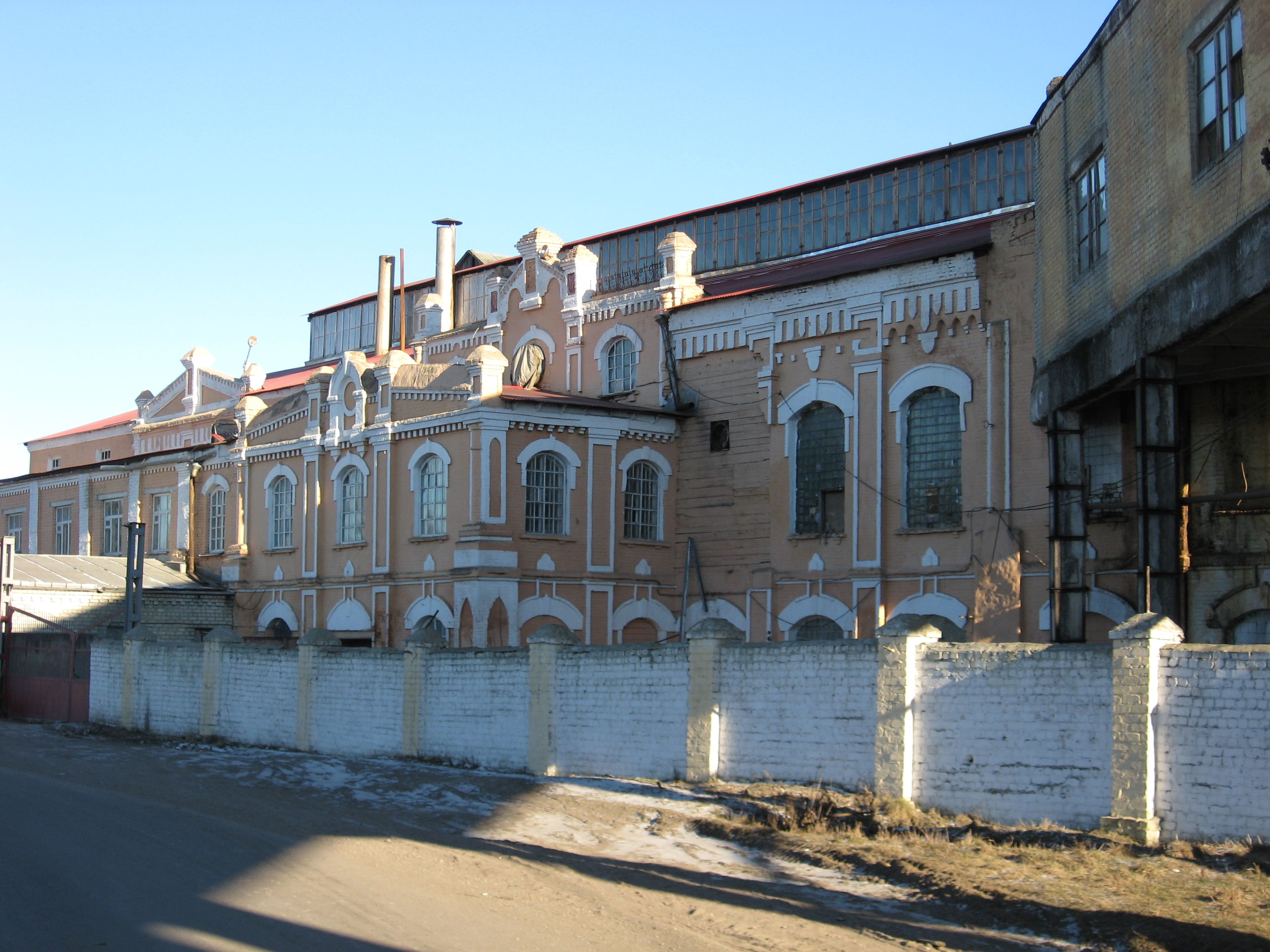
Сахарный завод в Лопандино